# 北海道アイヌ協会
公益社団法人北海道アイヌ協会（ほっかいどうアイヌきょうかい）は、北海道居住のアイヌの組織。1930年（昭和5年）に設立され、1946年（昭和21年）に社団法人となった。1961年（昭和36年）に北海道ウタリ協会（ほっかいどうウタリきょうかい）に改称し、2009年（平成21年）4月1日に再度、北海道アイヌ協会に改称した。2009年（平成21年）、釧路支部の一部会員が分離独立し、千島・道東アイヌ協会の設立に至った。この新組織は、北方領土出身者、北千島、中部千島、釧路、根室、十勝、網走のアイヌ民族の結束を固めることが目的である。

## 設立の目的
「アイヌ民族の尊厳を確立するため、その社会的地位の向上と文化の保存・伝承及び発展を図ること」と、北海道アイヌ協会の公式サイトに明記されている。
『北海道アイヌ協会』であり、「北海道に居住しているアイヌ民族で組織し」とあるが、「アイヌ民族の尊厳を確立する」という点で、本州やその他の地域に居住しているアイヌの人々も含め、また北海道アイヌ協会の会員でないアイヌの人々も含め、アイヌ民族全体の利益を、事実上代表している。
北海道アイヌ協会の様々な事業により、その目的の達成をはかるものとなる。

## 事業内容
北海道アイヌ協会の公式サイトからの転載である。
- 社会的地位の向上に関する事業
- 各種貸付金の貸付け
- 職業の確立及び教育の振興に関する事業
- 民族文化の保存・伝承及び発展に関する事業
- 諸民族との交流及び情報交換
- 北海道立アイヌ総合センターの管理
- 調査研究及び情報収集
- その他目的を達成するために必要な事業

## 組織

### 総会
毎年5月に定例総会がある。前年度の事業実績報告と収支決算報告の承認、今年度の事業計画案と収支予算案が採決され、役員の改選がなされる。
その他、重要議題が、総会で採決されている。「北海道アイヌ協会」への改名は、2008年5月16日の総会で決定された。1984年5月27日の総会では、「アイヌ民族に関する法律（案）」が採択されている。

### 理事会
理事会があり、2009年4月1日では、理事が24名、副理事長が3名、理事長は1名いて、事務局6名、監事3名となっていたが、
2018年5月29日時点での協会の構成は、理事が17名、副理事長が1名、常務理事が１名、監事3名、事務局8名、各地区のアイヌ協会（50協会）、地区連合会（4連合会）、第一類正会員（団体会員50名）、第二類会員（第一類の構成員数を30で除した数）60名、となっている。
2019年9月現在、2004年5月から加藤忠が６代目理事長となっている。32年間、北海道ウタリ協会の理事長をつとめてきた野村義一が有名である。社団法人化された「北海道アイヌ協会」の初代理事長は、山本多助である。
理事長が、北海道ウタリ協会の代表とみなされることも多いが、2001年8月6日に、当時の北海道ウタリ協会理事長笹村二朗が、自民党代議士の問題発言に対しての抗議に消極的であるという理由で、理事会において、27人中18人の賛成で解任されている。
副理事長経験者では、秋辺得平（別名：成田得平）が、2009年9月26日に、副理事長を辞任し、不適切会計で2010年2月1日に理事を解任されている。

### 支部連合会・支部
2019年4月26日現在
2012年4月時点では、胆振・十勝・網走・釧路・根室・日高の支部連合会があり、支部は市町村単位で49支部、支部会員総数は3234人、支部長会議が年1回開催となっていた。2019年９月現在では、各地区のアイヌ協会数は50、地区連合会は4となっており、支部は次の通り。
- 石狩地区

　  札幌アイヌ協会・江別アイヌ協会・千歳アイヌ協会・恵庭アイヌ協会　
- 胆振地区

　  室蘭アイヌ協会・苫小牧アイヌ協会・登別アイヌ協会・伊達アイヌ協会・豊浦アイヌ協会・壮瞥アイヌ協会・白老アイヌ協会・厚真アイヌ協会・洞爺湖アイヌ協会・むかわアイヌ協会
- 日高地区

　  平取アイヌ協会・日高アイヌ協会・新冠アイヌ協会・新ひだかアイヌ協会・三石アイヌ協会・浦河アイヌ協会・様似アイヌ協会・えりもアイヌ協会
- 渡島地区

　  函館アイヌ協会・八雲アイヌ協会・長万部アイヌ協会
- 上川地区

　  旭川アイヌ協会・上川アイヌ協会
- 宗谷地区

　  豊富アイヌ協会
- 網走地区

　  網走アイヌ協会・美幌アイヌ協会・るべしべアイヌ協会・斜里アイヌ協会
- 十勝地区

　  帯広アイヌ協会・上士幌アイヌ協会・芽室アイヌ協会・幕別アイヌ協会・本別アイヌ協会・浦幌アイヌ協会
- 釧路地区

　  釧路アイヌ協会・釧路町アイヌ協会・厚岸アイヌ協会・弟子屈アイヌ協会・阿寒アイヌ協会・鶴居アイヌ協会・白糠アイヌ協会
- 根室地区

　  根室アイヌ協会・別海アイヌ協会・中標津アイヌ協会・標津アイヌ協会・羅臼アイヌ協会

### 理事・監事一覧
- 役員任期：平成30年5月～平成32年5月（平成30年5月29日現在）[14]

| 役職                     | 氏名                 | 地区     |
| ------------------------ | -------------------- | -------- |
| 理事長                   | 加藤忠               | 白老     |
| 副理事長（常務理事兼任） | 阿部一司（阿部ユポ） | 札幌     |
| 理事                     | 中村吉雄             | 千歳     |
| 理事                     | 澤田一憲             | 苫小牧   |
| 理事                     | 宇治義之             | 豊浦     |
| 理事                     | 三上純一             | むかわ   |
| 理事                     | 溝尾清治             | 新冠     |
| 理事                     | 大川勝               | 新ひだか |
| 理事                     | 菊地修二             | 様似     |
| 理事                     | 岩間明彦             | えりも   |
| 理事                     | 椎久健夫             | 八雲     |
| 理事                     | 小川哲也             | 本別     |
| 理事                     | 廣野洋               | 阿寒     |
| 理事                     | 高木喜久恵           | 白糠     |
| 理事                     | 小川悠治             | 標津     |
| 監事                     | 勇内山義房           | 八雲     |
| 監事                     | 伊澤一浩             | 上川     |
| 監事                     | 木村英彦             | 平取     |

- 役員任期：令和2年5月～令和4年5月（令和2年6月21日現在）[14]

| 役職     | 氏名                 | 地区     |
| -------- | -------------------- | -------- |
| 理事長   | 大川勝               | 新ひだか |
| 副理事長 | 中村吉雄             | 千歳     |
| 常務理事 | 加藤忠               | 白老     |
| 理事     | 阿部一司（阿部ユポ） | 札幌     |
| 理事     | 鱗川広美             | 苫小牧   |
| 理事     | 宇治義之             | 豊浦     |
| 理事     | 澤本幸雄             | むかわ   |
| 理事     | 溝尾清治             | 新冠     |
| 理事     | 菊地修二             | 様似     |
| 理事     | 岩間明彦             | えりも   |
| 理事     | 木村英彦             | 平取     |
| 理事     | 椎久健夫             | 八雲     |
| 理事     | 小川哲也             | 本別     |
| 理事     | 廣野洋               | 阿寒     |
| 理事     | 高木喜久恵           | 白糠     |
| 理事     | 小川悠治             | 標津     |
| 監事     | 勇内山義房           | 八雲     |
| 監事     | 伊澤一浩             | 上川     |
| 監事     | 戸ノ崎郁美           | 伊達     |

- 役員任期：令和4年5月～令和6年5月（令和4年6月3日現在）

| 役職     | 氏名       | 地区     |
| -------- | ---------- | -------- |
| 理事長   | 大川勝     | 新ひだか |
| 副理事長 | 中村吉雄   | 千歳     |
| 常務理事 | 小川哲也   | 本別     |
| 理事     | 結城幸司   | 札幌     |
| 理事     | 藤原顕達   | 恵庭     |
| 理事     | 椎久健夫   | 八雲     |
| 理事     | 鱗川広美   | 苫小牧   |
| 理事     | 戸ノ崎郁美 | 伊達     |
| 理事     | 宇治義之   | 豊浦     |
| 理事     | 澤本幸雄   | むかわ   |
| 理事     | 木村英彦   | 平取     |
| 理事     | 川越 利也  | 新冠     |
| 理事     | 菊地修二   | 様似     |
| 理事     | 廣野洋     | 阿寒     |
| 理事     | 高木喜久恵 | 白糠     |
| 理事     | 小川悠治   | 標津     |
| 監事     | 伊澤一浩   | 上川     |
| 監事     | 木村謹一   | 八雲     |
| 監事     | 運上 英昭  | えりも   |

## 概要
アイヌに関する各種政策に対しアイヌの立場から批判・提言し、アイヌ文化の振興並びにアイヌの伝統等に関する知識の普及及び啓発に関する法律の制定には中心的な役割を担った。また明治時代以来の同化政策に対抗しアイヌ本来の文化・風習を守るための活動に取り組んでいる。
アイヌ語保存事業に取り組み、アイヌ語テキスト『アコロ・イタク』の発行を行っている。北海道アイヌ協会の支部の関係者が、アイヌ文化総合講座助成金で、2009年現在で14ヶ所でアイヌ語教室を運営している。
アイヌの伝統的儀式を、各支部やその他の関連団体の主催の元に実施している。9月に行われる「アシリチェップノミ」（新しい鮭を迎える儀式）を、北海道アイヌ協会千歳支部や札幌アイヌ文化協会で実施している。9月に根室市で行われる「ノッカマップ・イチャルパ」（慰霊祭）は北海道アイヌ協会根室支部が主催する。
アイヌ文化の伝承・振興及び理解を図るために必要な領域として「イオル」の復活を提案し、北海道との話し合いで構想段階となっているが、白老町で実現の運びとなっている。
北海道の区域外に居住するアイヌ認定事業をアイヌ政策関係省庁連絡会議申合せに基づき実施している。その際には、家系図や戸籍謄本、除籍謄本等を判断資料としている。
政治との関わりとしては、札幌アイヌ協会事務局次長の多原良子の娘の多原香里が2007年の第21回参議院議員通常選挙において北海道選挙区から、元職員の阿部千里が2017年の第48回衆議院議員総選挙の比例北海道ブロックから北海道の地域政党の新党大地（代表:鈴木宗男）の推薦及び公認を得て出馬している（いずれも落選）。

## 協会への批判
アイヌ系日本人彫刻家の砂澤陣は、「最大のアイヌ団体である北海道アイヌ協会の行為が《弱者の自立心を奪い、補助金漬けにしながら、彼らを利用し、「まだまだ差別が存在する」と弱者利権を貪っている》」と批判している。

## 沿革
- 1930年 - 北海道アイヌ協会設立
- 1946年2月24日 - 社団法人北海道アイヌ協会設立総会
- 1946年3月13日 - 社団法人北海道アイヌ協会として認可
- 1961年4月13日 - 北海道ウタリ協会に名称変更
- 2009年4月1日 - 北海道アイヌ協会に名称変更
- 2009年9月13日 - 北海道アイヌ協会釧路支部の多くの会員が脱退し、新組織である「千島・道東アイヌ協会」（本部：釧路市）を新たに設置した。